# 絨毛採取
絨毛採取（じゅうもうさいしゅ、英Chorionic villus sampling:CVS）とは、出生前検査の一つ。

## 歴史
1968年のMohrによる報告が最初である．このときは細い内視鏡が妊娠子宮に挿入され，直視下に絨毛が採取された．その後，超音波診断装置の普及により比較的安全かつ確実に絨毛が採取可能となり，80-90年代には胎児由来の組織を得る方法として世界的に広く普及するようになった。
国内でもほぼ同時期に行われるようになった。

## 合併症
- 流産

検査施行後の流産率は一般に1％程度とされる。流産率は経腟法の方が若干高いという報告がある。
- 出血
- 子宮内感染
- 四肢末端奇形(LRD)：妊娠10週未満に施行すると生じる可能性が高くなるといわれている。